# Stephen Merchant
Pour les articles homonymes, voir Merchant.
Stephen Merchant, né le 24 novembre 1974 à Bristol au Royaume-Uni, est un acteur, réalisateur, scénariste et producteur britannique.
Il est connu pour avoir créé avec Ricky Gervais les séries The Office (2001-2003), Extras (2005-2007) et Life's Too Short (2011-2013), dans lesquelles il apparait également. Il est également le créateur de la série Hello Ladies (2013-2014), dans laquelle il tient le rôle principal ainsi que celui de la série The Outlaws (en) (2021), jouant cette fois-ci l'un des principaux rôles.
Il est également remarqué pour son interprétation de Wheatley dans le jeu vidéo Portal 2 sorti en 2011. Au cinéma, il apparait notamment dans les films Logan (2017) de James Mangold et Jojo Rabbit (2019) de Taika Waititi.

## Biographie

### Jeunesse et débuts
Merchant nait à Bristol au Royaume-Uni. Il passe son enfance à Bristol avant de partir étudier à l'Université de Warwick où il fait ses premiers pas d'animateur radio sur Radio Warwick en tant que critique de films.

### Révélation comique (1997-2003)
Merchant rencontre Ricky Gervais en 1997. Il est embauché pour être l'assistant de Gervais, qui travaille alors chez Xfm, une petite radio basée à Londres.
En 1998, dans le cadre d'une formation avec la BBC, Stephen Merchant produit un court-métrage de 30 minutes intitulé "Seedy Boss" dans lequel il fait jouer Ricky Gervais. C'est leur première inspiration pour la série The Office.
En 2001, BBC Two diffuse la première saison de The Office, écrite et réalisée par Stephen Merchant et Ricky Gervais, qui y interprète le rôle principal. La deuxième saison est diffusée en 2002. En plus de son travail de scénariste et réalisateur, Merchant apparait dans un petit rôle dans un épisode de la série. 
En parallèle, il retourne travailler sur Xfm avec Ricky Gervais, où ils animent pendant 4 ans le Ricky Gervais Show, une émission humoristique. The Office se conclut sur un double épisode en Noël 2003, mais le succès critique de la série lance plusieurs adaptations à travers le monde.

### Confirmation (2003-2013)

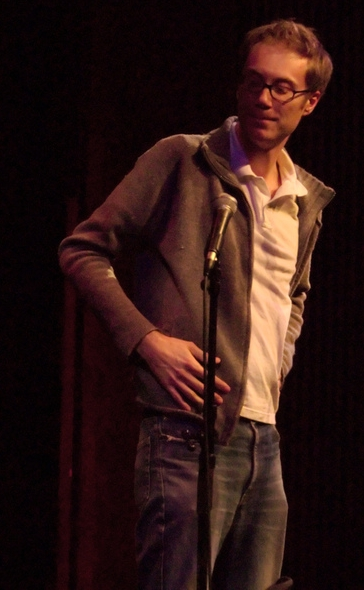
Merchant sur scène en 2007.

Parmi celles-ci, l'américaine est un succès : lancée en mars 2005, le premier épisode de The Office US est lancé par la chaîne américaine NBC. Merchant est, avec Gervais, producteur exécutif de la série. Ils écrivent ensemble l'épisode de la saison 3 "L'ex-taulard", diffusé en 2006. Stephen Merchant réalisera également "Enquête de satisfaction", épisode de la cinquième saison de la série.
En Angleterre, il lance une nouvelle comédie avec Ricky Gervais, Extras. La chaîne BBC Two diffuse deux saisons et un double épisode final entre 2005 et 2007. Merchant y interprète le rôle de Darren Lamb, agent de l'acteur Andy Millman, joué par Ricky Gervais. Il reçoit pour ce rôle un British Comedy Award en 2006. 
En 2010, ils lancent une troisième série, The Ricky Gervais Show. Ce programme n'est pas une fiction mais basée sur des émissions radiophoniques. Le programme dure trois ans. La même année, sort au cinéma Cemetery Junction, une comédie dramatique située dans les années 1970 dont il signe le scénario avec Gervais. 
En 2011, Merchant lance une quatrième série avec Gervais, Life's Too Short, dont sept épisodes sont produits pour la chaîne BBC 2. Puis il s'émancipe de Gervais en se lançant dans un one-man-show intitulé Hello Ladies. La même année, il prête sa voix au personnage de Wheatley dans la version originale du jeu vidéo Portal 2 du studio Valve. Il reprend ce rôle dans le jeu Team Fortress 2.

### Carrière à Hollywood (depuis 2013)

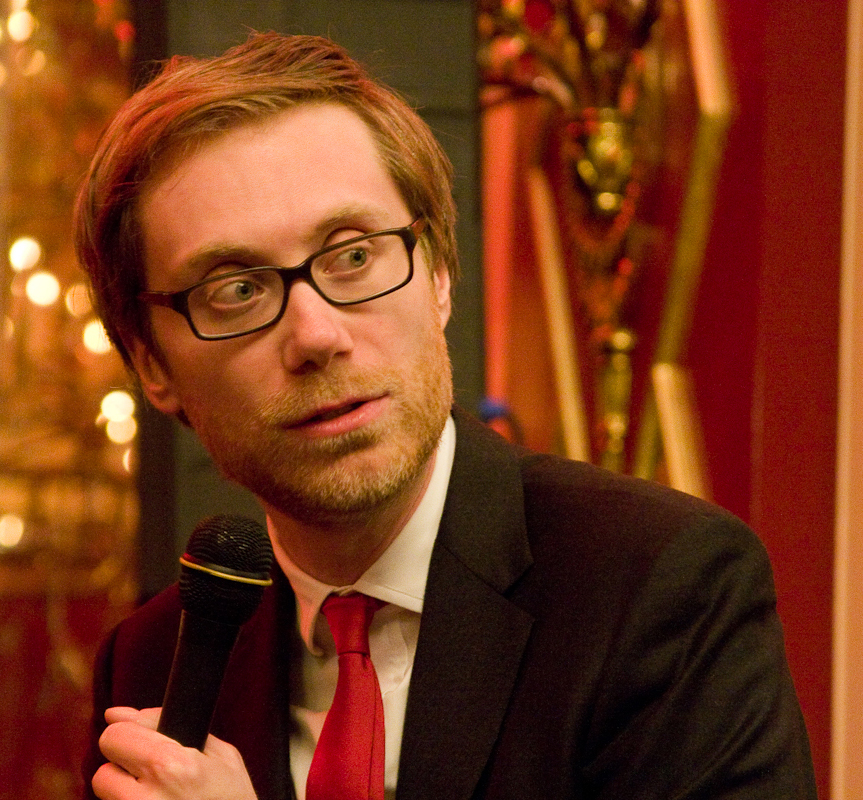
L'humoriste en janvier 2011.

L'année 2013 marque un tournant : un téléfilm conclu Life's Too Short, la version américaine de The Office se conclut au bout de neuf saisons sur NBC, et il lance une nouvelle série en solo, dont il est le créateur, producteur, scénariste et principal interprète, nommée Hello Ladies. Cette série adaptant son one-man-show de 2011 est cependant un échec, et s'arrête au bout de huit épisodes. En 2014, un téléfilm de conclusion est cependant diffusé.
Parallèlement, il continue en tant qu'acteur. Après des comédies au cinéma - Bon à tirer (B.A.T.) (2011), My Movie Project (2013) -, il apparait dans des séries télévisées : Modern Family (2014), The Big Bang Theory (2015), Les Simpson (2016).
Puis il se lance dans un registre dramatique. En 2017, il prête ses traits au mutant Caliban dans le blockbuster de superhéros Logan, de James Mangold. Puis il joue dans la comédie dramatique Table 19, de Jeffrey Blitz.
Fin 2018, il est au casting du thriller The Girl in the Spider's Web, de Fede Alvarez. Il défend également son premier film en tant que réalisateur, Une famille sur le ring. Il signe aussi le scénario de cette comédie dramatique consacrée au catch co-produite par Dwayne Johnson, avec qui il a partagé l'affiche de Fée malgré lui en 2010.

## Filmographie

### Comme acteur

#### Au cinéma
- 2007 : Hot Fuzz, de Edgar Wright : Peter Ian Staker
- 2007 : Cours toujours Dennis, de David Schwimmer
- 2009 : Mytho-Man, de Ricky Gervais et Matthew Robinson
- 2010 : Fée malgré lui, de Michael Lembeck
- 2010 : Cemetery Junction, de Stephen Merchant et Ricky Gervais : Dougie Boden
- 2010 : Jackboots, de McHenry Brothers (en) : Tom (voix)
- 2010 : Cadavres à la pelle, de John Landis : Holyrood Footman
- 2011 : Bon à tirer (B.A.T.), de Peter et Bobby Farrelly : Gary
- 2011 : Gnoméo et Juliette, de Kelly Asbury : Paris (voix)
- 2013 : My Movie Project (Movie 43) de Peter Farrelly : Donald
- 2013 : Mariage à l'anglaise, de Dan Mazer : Dan
- 2017 : Logan de James Mangold : Caliban
- 2017 : Table 19 de Jeffrey Blitz : Walter Thimble
- 2018 : Millénium : Ce qui ne me tue pas (The Girl in the Spider's Web) de Fede Alvarez
- 2019 : Une famille sur le ring (Fighting with My Family) de lui-même : Hugh
- 2019 : Jojo Rabbit de Taika Waititi : le capitaine Deertz
- 2019 : Good Boys de Gene Stupnitsky : Claude
- 2021 : Locked Down de Doug Liman
- 2021 : Un garçon nommé Noël (A Boy Called Christmas) de Gil Kenan : la voix de Miika la souris

#### À la télévision
- 2000 : Meet Ricky Gervais (en)
- 2001-2003 : The Office (UK) : Paul Shepherd (voix) et Nathan « Oggy » / The Oggmonster
- 2004 : Garth Marenghi's Darkplace : le chef (2 épisodes)
- 2004 : Green Wing : technicien de laboratoire (1 épisode)
- 2005 : Bromwell High : Mr. Phillips et divers personnages (animation)
- 2005-2007 : Extras : Darren Lamb
- 2010 : 24 heures chrono : CTU Staffer
- 2011-2013 : Life's Too Short : lui-même
- 2013-2014 : Hello Ladies : Stuart Pritchard
- 2014 et 2020 : Modern Family : Stevens et Higgins
- 2015 : The Big Bang Theory : Dave (saison 9 épisode 8)
- 2016 : Les Simpson : Conrad  (animation, - saison 20, épisode 17)
- 2018 : The Good Place : Neil, le chef de la compta

### Comme scénariste et réalisateur
- 2010 : Cemetery Junction (long-métrage), de Stephen Merchant et Ricky Gervais
- 2002 : The Office (UK) (série télévisée)
- 2005 : Extras (série télévisée)
- 2011 : Life's Too Short (série télévisée)
- 2019 : Une famille sur le ring (Fighting with My Family) (long-métrage)
- 2021 et 2022 : The Outlaws (en) (série télévisée)

## Ludographie
- 2011 : Portal 2 : Wheatley
- 2013 : Team Fortress 2 : Wheatley

## Récompenses et distinctions
- 2001 : British Comedy Awards de la meilleure nouvelle série comique pour The Office (UK)
- 2002 : BAFTA TV Award de la meilleure série comique pour The Office (UK)
- 2002 : British Comedy Awards de la meilleure série comique pour The Office (UK)
- 2002 : Writer's Award de la meilleure série comique pour The Office (UK)
- 2003 : BAFTA TV Award de la meilleure série comique pour The Office (UK)
- 2003 : Writer's Award de la meilleure série comique pour The Office (UK)
- 2003 : Golden Globes de la meilleure série comique pour The Office (UK)
- 2004 : BAFTA TV Award de la meilleure série comique pour The Office (UK)
- 2004 : British Comedy Awards du scénariste de l'année, avec Ricky Gervais pour The Office (UK)
- 2004 : Peabody Awards pour The Office (UK)
- 2006 : British Comedy Awards du meilleur acteur comique pour Extras
- 2006 : Emmy Award de la meilleure série comique pour The Office (US). Partagé avec Greg Daniels, Benjamin Silverman, Stephen Merchant, Howard Klein, Paul Lieberstein, Michael Schur & Kent Zbornak
- 2008 : Golden Globes de la meilleure série comique pour Extras
- 2011 2011 : Academy of Interactive Arts and Sciences pour son travail dans Portal 2
- 2011 : Spike Video Game Awards de la meilleure performance masculine pour Portal 2

## Voix francophones
En version française, Stephen Merchant n'a pas de voix régulière. Il est tout de même doublé à trois reprises par Emmanuel Curtil dans Un petit brin de vie, Hello Ladies et dans Un garçon nommé Noël ainsi qu'à deux reprises par Guillaume Lebon dans Mariage à l'anglaise et The Big Bang Theory. 
À titre exceptionnel, il est doublé par Philippe Tasquin dans Fée malgré lui, Benoît DuPac dans My Movie Project, William Coryn dans Table 19, Sylvain Agaësse dans Millénium : Ce qui ne me tue pas, Emmanuel Garijo dans  Logan, Arnaud Bedouët dans Jojo Rabbit et par Alexandre Crépet dans Une famille sur le ring.